# Пёстрый пушистый погоныш
Пёстрый пушистый погоныш (лат. Sarothrura elegans) — вид журавлеобразных птиц из семейства Sarothruridae. Распространён в Африке южнее Сахары.
Птица обитает в тропических дождевых лесах, открытых и вторичных лесах, влажных саваннах, на банановых плантациях, в садах и парках. Держится поодиночке или парами. Питается беспозвоночными и семенами. Гнездо обустраивает на земле. Оно имеет вид неглубокой ямки, дно которой устлано сухой травой.